# الاتحاد التعاوني الزراعي الوطني
تأسس الاتحاد التعاوني الزراعي الوطني في عام 1961 لتعزيز الوضع الاجتماعي والاقتصادي لأعضائه وتعزيز التنمية المتوازنة للاقتصاد الوطني. ينقسم دوره إلى ثلاثة مجالات: التسويق والتوريد، والخدمات المصرفية والتأمين، والخدمات الإرشادية.

## وصلات خارجية
- موقع الاتحاد التعاوني الزراعي الوطني الكوري